# Municipio de El Llano
El municipio de El Llano es un municipio situado en el estado de Aguascalientes. Según el censo de 2020, tiene una población de 20,983 habitantes.
Se encuentra en el oriente del estado, a 39 km de la capital. El origen del nombre se debe a su estructura y características geográficas, que lo asemejan a un valle o llano.
Su cabecera municipal, Palo Alto, se ubica a una altitud de 2,031 metros sobre el nivel del mar.
Sus límites son: al norte con el municipio de Asientos; al sur con el municipio de Aguascalientes y el estado de Jalisco; al este con el estado de Jalisco, y al oeste con el municipio de Aguascalientes.

## Geografía

### Carreteras principales
- Carretera Federal 70
- Carretera Estatal 5

## Principales localidades
| Código INEGI      | Localidad               | Población (2020) |
| ----------------- | ----------------------- | ---------------- |
| 010100001         | Palo Alto               | 6 307            |
| 010100058         | Ojo de Agua de Crucitas | 1 213            |
| 010100018         | Los Conos               | 1 121            |
| 010100107         | Santa Rosa              | 1 048            |
| Otras localidades | Otras localidades       | 11 294           |
| Total municipal   | Total municipal         | 20 983           |

## Política

### Presidentes municipales
| Presidente municipal | Presidente municipal              | Periodo     | Partido | Elección |
| -------------------- | --------------------------------- | ----------- | ------- | -------- |
|                      | Jesús Guerrero Escobedo           | 1993 – 1995 |         | 1992     |
|                      | Juan Manuel Ramos Mireles         | 1996 – 1998 |         | 1995     |
|                      | José Manuel Martínez Rodríguez    | 1999 – 2001 |         | 1998     |
|                      | José Francisco Silva Murillo      | 2002 – 2004 |         | 2001     |
|                      | José de Jesús Rodríguez Ontiveros | 2005 – 2007 |         | 2004     |
|                      | Salvador Martín del Campo         | 2008 – 2010 |         | 2007     |
|                      | José Luis Martínez Rodríguez      | 2011 – 2013 |         | 2010     |
|                      | César Pedroza Ortega              | 2014 – 2016 |         | 2013     |
|                      | Ramiro Pizaña Salas               | 2017 – 2019 |         | 2016     |
|                      | César Pedroza Ortega              | 2019 – 2021 |         | 2019     |
| 2021 – 2024          | César Pedroza Ortega              | 2021        |         |          |